# Мзімба
Мзі́мба (англ. Chitipa) — селище, центральний населений пункт та адміністративний центр дистрикту Мзімба Північного регіону Малаві.
Населення — 26096 осіб (2018, 20994 у 2008, 13742 у 1998, 7687 у 1987, 4962 у 1977).